# Vivus!
Vivus! è un album dal vivo del gruppo musicale statunitense Death, pubblicato il 28 febbraio 2012 dalla Relapse Records.
L'album è stato ripubblicato, con il titolo Live, in formato box set con 4 LP nel 2019.

## Descrizione
L'album, prima pubblicazione postuma del gruppo, scioltosi definitivamente dopo la scomparsa del frontman Chuck Schuldiner, consiste nei due album dal vivo, per l'occasione rimasterizzati, Live in L.A. (Death & Raw) e Live in Eindhoven, entrambi pubblicati originariamente nel 2001 per raccogliere fondi per le cure di Schuldiner, al quale venne diagnosticato un tumore al cervello due anni prima. Si tratta inoltre della prima pubblicazione dei Death da parte della Relapse Records, che nel 2012 ha acquistato i diritti sulle loro produzioni, sino al 2001 di proprietà della Nuclear Blast.

## Tracce
Testi e musiche di Chuck Schuldiner.
Live at L.A.
1. The Philosopher – 4:21
2. Trapped in a Corner – 4:40
3. Crystal Mountain – 5:01
4. Suicide Machine – 4:19
5. Together as One – 4:05
6. Zero Tolerance – 4:50
7. Lack of Comprehension – 3:46
8. Flesh and the Power It Holds – 8:41
9. Flattening of Emotions – 4:26
10. Spirit Crusher – 6:56
11. Pull the Plug – 5:21

Live in Eindhoven
1. The Philosopher – 4:21
2. Trapped in a Corner – 4:40
3. Crystal Mountain – 5:01
4. Suicide Machine – 4:19
5. Together as One – 4:05
6. Zero Tolerance – 4:50
7. Lack of Comprehension – 3:46
8. Flesh and the Power It Holds – 8:41
9. Flattening of Emotions – 4:26
10. Spirit Crusher – 6:56
11. Pull the Plug – 5:21

## Formazione
- Chuck Schuldiner – voce, chitarra
- Shannon Hamm – chitarra
- Scott Clendenin – basso
- Richard Christy – batteria